# 云曙碧
云曙碧（1923年5月—2020年11月21日），女，蒙古族，内蒙古土默特左旗人，中华人民共和国政治人物，曾任第三、四、五、六届全国人大代表。乌兰夫长女。